# Kallstroemia
- Commons
- Wikispecies

Kallstroemia é um género botânico pertencente à família Zygophyllaceae.

## Espécies
- Kallstroemia adscendens
- Kallstroemia angustifolia
- Kallstroemia bicolor
- Kallstroemia boliviana
- Kallstroemia brachystylis
- Kallstroemia californica
- Kallstroemia grandiflora
- Kallstroemia hirsutissima
- Kallstroemia maxima
- Kallstroemia parviflora
- Kallstroemia perennans
- Kallstroemia pubescens

1. ↑  «Kallstroemia — World Flora Online». www.worldfloraonline.org. Consultado em 19 de agosto de 2020